# Timotej Múdry
Timotej Múdry (* 4. dubna 2000) je slovenský profesionální fotbalista, který hraje na pozici záložníka za klub MFK Ružomberok.

## Klubová kariéra

### Tatran Prešov
Múdry debutoval ve Fortuna Lize za Tatran Prešov proti Zemplínu Michalovce 3. listopadu 2017, když v 85. minutě nahradil Rolanda Černáka, který se předtím postaral o vítězný gól.